# Тедді на повній швидкості
Тедді на повній швидкості (англ. Teddy at the Throttle) — американська короткометражна кінокомедія режисера Кларенса Дж. Баджера 1917 року.

## Сюжет
Глорія Даун живе на одному поверсі зі своїм коханим, Боббі Найтом. Нечесний Генрі Блек — опікун Глорії, і він відповідальний за спадкоємство Боббі. Підступний опікун і його сестра витрачають гроші Боббі, і вони сподіваються одружити Бобі таким чином, щоб вони могли зберегти контроль над своїми грошима.

## У ролях
- Боббі Вернон — Боббі Найт
- Глорія Суонсон — Глорія Даун
- Воллес Бірі — Генрі Блек
- Мей Еморі — сестра Генрі
- Бланш Філліпс — тітка Боббі
- Чарльз Беннетт — Джон Беннет
- собака Тедді
- Альберт Т. Гіллеспі — незначна роль
- Роксана Макгоун — незначна роль